# مسجد البلغار
مسجد البلغار (بالروسية: Мечеть Булгар)‏ هو مسجد في قازان، تتارستان، روسيا.
يقع المبنى في الجزء الجديد من عاصمة التتار، في منطقة نوفو سافينوفسك. تم إنشاء المسجد لإحياء الذكرى الـ 1100 لإسلام بلغار الفولغا، وافتتح في 1993. معظم أعمال البناء هي مسؤلية الإمام الأول حضرت فاروق فزانوف. ومن بعده سُميت مدرسة المسجد.

## أنظر أيضا
- الإسلام في جمهورية تتاريا
- الإسلام في روسيا
- قائمة مساجد روسيا